# Funkturm Leipzig
Der Funkturm Leipzig ist ein 2015 errichteter 191 Meter hoher Sendeturm im Ortsteil Zentrum-Südost in Leipzig (Sachsen) zur Verbreitung des digitalen terrestrischen Fernsehens (DVB-T2) und des Digitalradios (DAB+).

## Aufbau
Er ist der höchste für funktechnische Zwecke errichtete freistehende Stahlfachwerkturm in Deutschland und nach dem Kamin des Stahl- und Hartgusswerks Bösdorf in Knautnaundorf (205 Meter) das zweithöchste Bauwerk in Leipzig. Der Turm steht an der Richard-Lehmann-/Ecke Zwickauer Straße nahe dem alten Messegelände sowie in Sichtweite zum Panometer. Er wurde von der Berliner Firma Steffens & Nölle GmbH im Auftrag der Deutschen Funkturm GmbH, einer Tochter der Deutschen Telekom AG, errichtet.
Die vier Fundamentblöcke im Abstand von je 25 Metern fassen 250 Kubikmeter Beton. Die Gitterkonstruktion aus feuerverzinktem Stahl besitzt eine Masse von 300 Tonnen. Die Herstellung und Lieferung der Stahlkonstruktion erfolgte durch den spanischen Spezialisten für Stahlgittermasten Imedexsa. Die Sendeantennen werden von einer 21 Meter hohen Ummantelung aus glasfaserverstärktem Kunststoff (GFK) umgeben, die an ihrer Spitze einen Blitzfangkorb trägt.
Bis zu dieser Höhe wurde der Turm mit dem mobilen 1200-Tonnen-Autokran Liebherr LTM 11200 montiert, wobei die einzelnen Ebenen auf der Erde vorgefertigt worden waren. Am 28. September 2015 wurde mit dem Aufsetzen der Teilsegmente auf den Turmschaft begonnen. Die Endhöhe ohne Antenne wurde am 3. Oktober erreicht. Am 26. Oktober wurde der 21 Meter hohe Antennenschaft mit dem Blitzfangkorb in drei Teilen mit einem Transporthubschrauber Super Puma montiert. Damit steht der Turm mit seiner endgültigen Höhe von 191 m für die Aufnahme des technischen Equipments bereit.
Vorher nutzte die Deutsche Funkturm AG einen in etwa 500 Meter Entfernung befindlichen Schornstein der Stadtwerke Leipzig. Der Neubau erfolgte, da am alten Senderstandort keine Erweiterungen mehr möglich waren.

Montage des Turmes
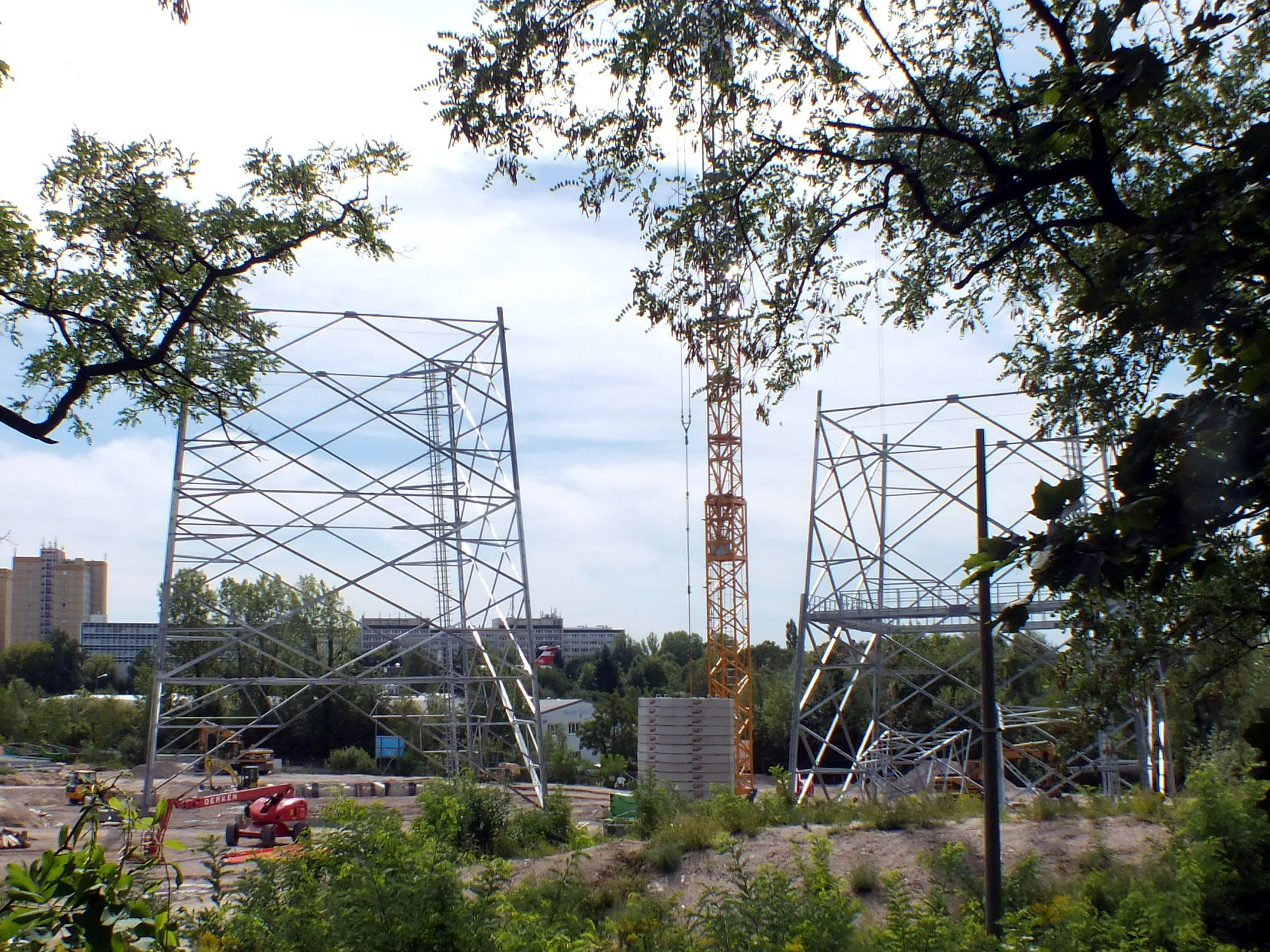
Vormontage der Einzelsegmente am Boden
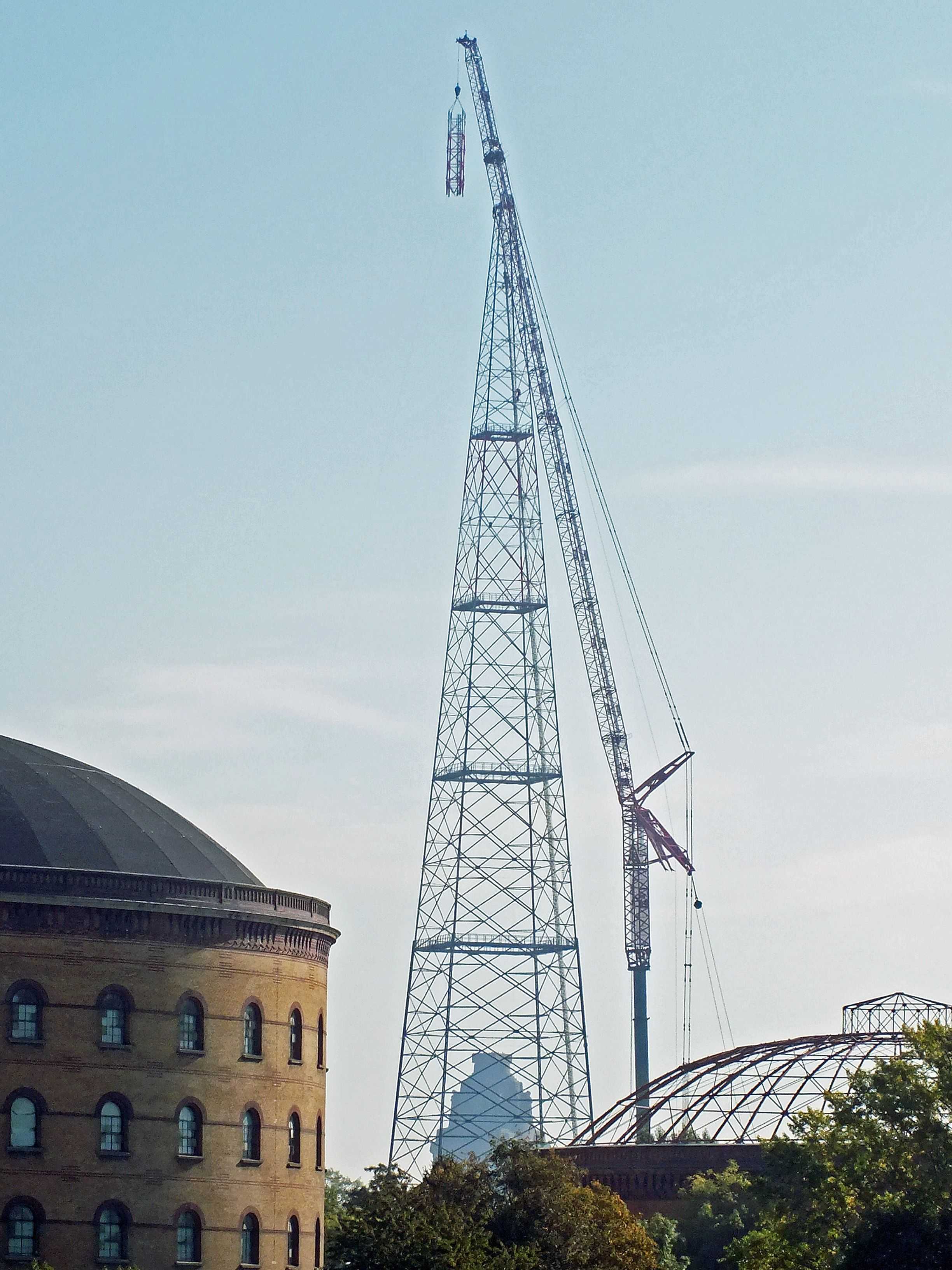
Montage bis 170 m mit einem Mobildrehkran
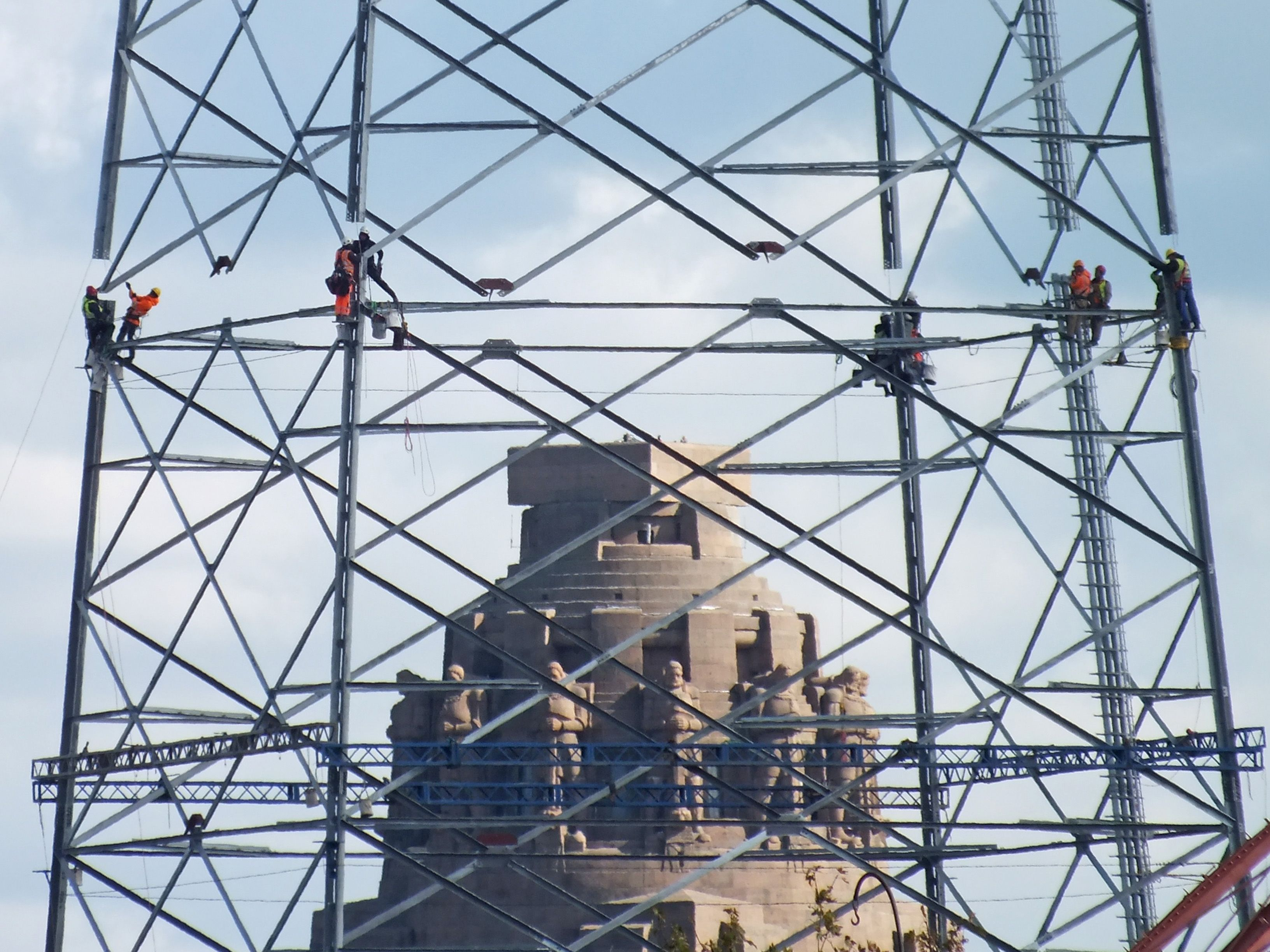
Präzises Ansetzen der Einzelsegmente
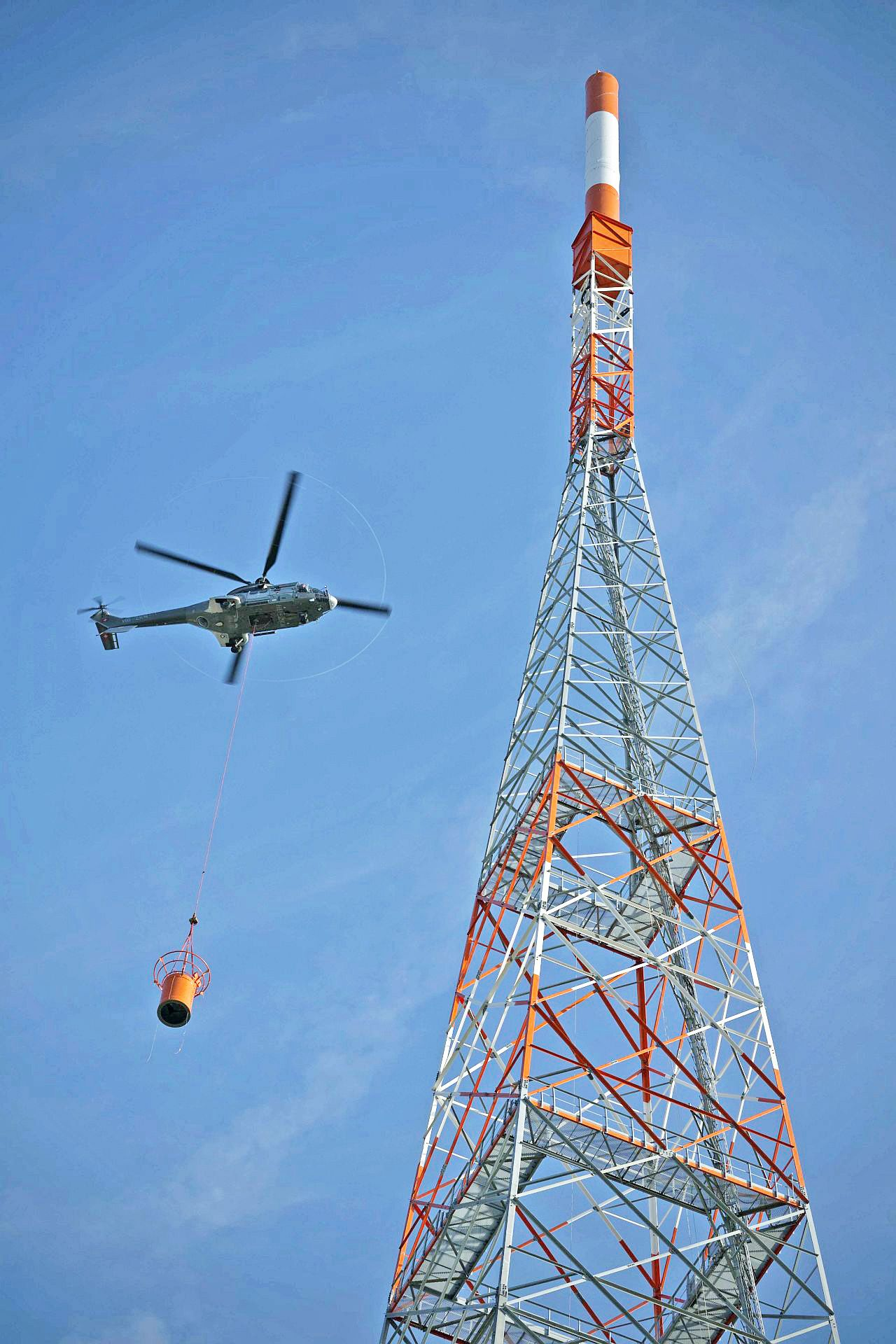
Montage der Antenne per Hubschrauber

Bilder aller Montageschritte unter commons:Funkturm Leipzig.

## Betrieb

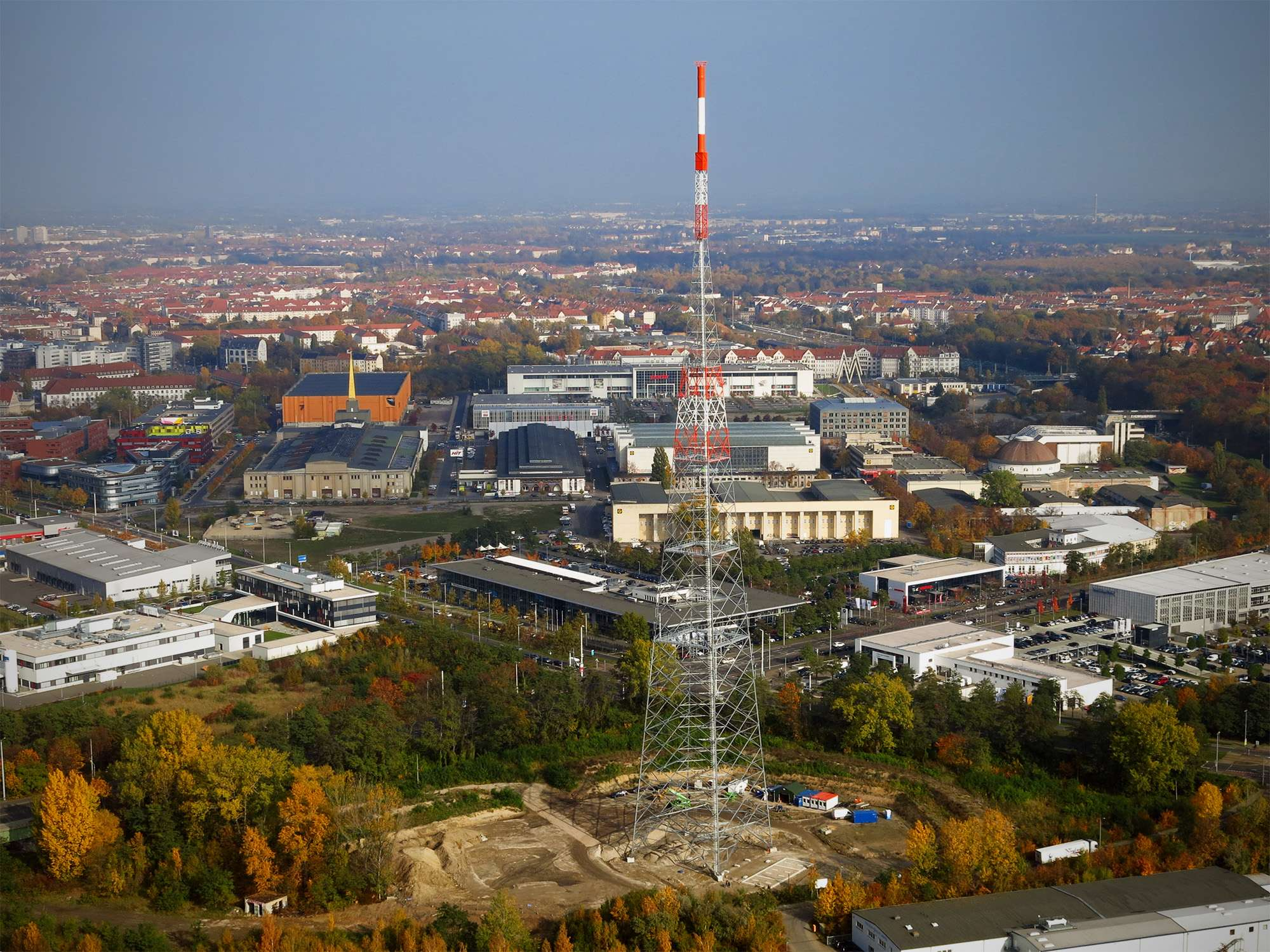
Funkturm aus der Vogelperspektive am Tag nach der Fertigstellung 2015

Der Betrieb des Turmes begann am 16. Mai 2016 mit der Abstrahlung der Rundfunksender als Digital-Radio (DAB). Dabei wurden zunächst der deutschlandweite DAB+-Programmblock 5C und der DAB-Block 9A (Sachsen) in vertikaler Polarisation und im Gleichwellenbetrieb mit anderen Sendern übertragen. Seit dem 31. Januar 2018 wurde der Lokalmultiplex DAB+ Leipzig auf Kanal 6C mit 15 privaten Rundfunkprogrammen verbreitet. Der Übergang in den Regelbetrieb erfolgte am 31. Januar 2020 mit 14 Programmen (Einzelheiten siehe Tabelle).
Der Fernsehbetrieb startete am 31. Mai 2016 mit einem vorläufigen Betrieb. Sechs Programme in HD-Qualität wurden per DVB-T2 übertragen: ARD, ZDF, Sat.1, ProSieben, RTL und VOX.
Seit dem 29. März 2017 wird das komplette Programmangebot wie in der unten stehenden Tabelle ausgestrahlt.

## Frequenzen und Programme
| Block                         | Programme (Datendienste) | ERP (in kW) | Antennendiagramm rund (ND)/ gerichtet (D) | Gleichwellennetz (SFN) |
| ----------------------------- | --- | ----------- | ----------------------------------------- | --- |
| 5C DR Deutschland (D__00188)  | DAB+ Block der Media Broadcast: - Absolut relax (72 kbps) - Dlf (104 kbps) - Dlf Kultur (112 kbps) - Dlf Nova (104 kbps) - DRadio DokDeb (48 kbps) - Energy Digital (72 kbps) - ERF Plus (64 kbps) - Klassik Radio (72 kbps) - Radio Bob (72 kbps) - Radio Horeb (48 kbps) - Radio Schlagerparadies (64 kbps) - Schwarzwaldradio (64 kbps) - sunshine live (72 kbps) - DRadio Daten (32 kbps Daten) - EPG Deutschland (16 kbps Daten) - TPEG (16 kbps Daten) - TPEG_MM (16 kbps Daten) | 10          | ND                                        | - Baden-Württemberg: Aalen, Baden-Baden (Fremersberg), Bad Mergentheim, Blauen, Brandenkopf, Donaueschingen, Feldberg im Schwarzwald, Freiburg (Vogtsburg-Totenkopf), Geislingen (Oberböhringen), Großerlach (Hohe Brach), Heidelberg (Königstuhl), Heilbronn (Schweinsberg), Hochrhein (Rickenbach), Hornisgrinde, Pforzheim (Schömberg-Langenbrand), Raichberg, Ravensburg (Höchsten), Reutlingen, Stuttgart (Frauenkopf), Ulm (Kuhberg) - Bayern: Amberg (Hirschau), Aschaffenburg (Pfaffenberg), Augsburg (Hotelturm), Bad Tölz (Gaißach), Balderschwang, Bamberg (Geisberg), Büttelberg, Brotjacklriegel, Dillberg, Grünten, Herzogstand, Hochberg (Traunstein), Hoher Bogen, Inntal (Ebbs), Ingolstadt (Gelbelsee), Kreuzberg/Rhön, Landshut (Altdorf), München (Olympiaturm), Nennslingen (Büchelberg), Nürnberg, Oberammergau, Ochsenkopf, Passau, Pfänder, Pfaffenhofen, Pfarrkirchen, Pfronten, Regensburg (Hohe Linie), Unterringingen, Untersberg, Wendelstein (Bayrischzell), Würzburg (Frankenwarte) - Berlin: Berlin (Alexanderplatz), Berlin (Scholzplatz) - Brandenburg: Bad Belzig, Booßen, Brandenburg/Havel, Calau, Casekow, Cottbus, Eberswalde (geplant), Eisenhüttenstadt, Neuruppin (geplant), Petkus, Pritzwalk, Templin - Bremen: Bremen (Walle), Bremerhaven-Schiffdorf - Hamburg: Hamburg (Moorfleet), Hamburg (Heinrich-Hertz-Turm) - Hessen: Bad Hersfeld (Rimberg), Biedenkopf (Sackpfeife), Fulda (Hummelskopf), Frankfurt (Europaturm), Gelnhausen (Schnepfenkopf), Gießen (Dünsberg), Großer Feldberg, Hardberg, Hohe Wurzel, Hoher Meißner, Kassel (Habichtswald), Mainz-Kastel - Mecklenburg-Vorpommern: Garz (Rügen), Güstrow, Malchin, Neubrandenburg-Süd, Neustrelitz (geplant), Rostock (Toitenwinkel), Röbel, Schwerin (Zippendorf-Gr.Dreesch), Torgelow, Wismar/Rüggow, Züssow - Niedersachsen: Aurich-Popens, Braunschweig (Broitzem), Braunschweig (Drachenberg), Cuxhaven-Stadt, Dannenberg, Göttingen (Bovenden-Osterberg), Hannover (Telemax), Lingen, Lüneburg-Neu Wendhausen, Molbergen-Peheim, Osnabrück (Bramsche-Schleptruper Egge), Hildesheim (Sibbesse), Steinkimmen, Uelzen, Visselhövede, Wilhelmshaven - Nordrhein-Westfalen: Aachen (Karlshöhe), Bergneustadt-Wiedenest (R), Bielefeld (Hünenburg), Bonn (Venusberg), Dortmund (Florianturm), Düsseldorf (Rheinturm), Eggegebirge, Herscheid, Hochsauerland (Hunau), Hürtgenwald-Großhau, Köln (Colonius), Langenberg, Lügde-Rischenau (Köterberg), Meschede (geplant), Minden (Jakobsberg), Münster (Fernmeldeturm), Schöppingen, Siegen-Süd, Wesel - Rheinland-Pfalz: Bad Kreuznach (Schanzenkopf), Bad Marienberg (Westerwald), Bornberg, Daun (Eifel), Edenkoben (Kalmit), Heckenbach-Schöneberg (Ahrweiler), Haardtkopf (geplant), Idar-Oberstein, Kaiserslautern, Kettrichhof, Koblenz (Kühkopf), Schnee-Eifel (geplant), Trier (Petrisberg) - Saarland: Merzig-Merchingen, Saarbrücken (Schoksberg) - Sachsen: Chemnitz, Dresden, Geyer, Leipzig, Löbau, Neustadt, Niederschöna (geplant), Oschatz, Schöneck, Zwickau Ost - Sachsen-Anhalt: Brocken, Burg, Dequede, Petersberg, Pettstädt (Weißenfels), Schneidlingen, Wittenberg - Schleswig-Holstein: Bungsberg, Bredstedt, Flensburg, Garding, Heide, Helgoland, Hennstedt, Itzehoe, Kiel (Kronshagen), Lübeck (Stockelsdorf), Schleswig, Niebüll (Süderlügum), Westerland (Sylt) - Thüringen: Bleßberg (Sonneberg), Erfurt-Hochheim, Gera, Inselsberg, Jena (Oßmaritz), Kulpenberg, Lobenstein (Sieglitzberg), Saalfeld (Remda), Weimar (Ettersberg) |
| 5D Antenne DE (D__00364)      | DAB-Block von Antenne Deutschland: - 80s80s (72 kbps) - 90s90s (72 kbps) - Absolut Bella (72 kbps) - Absolut Germany (72 kbps) - Absolut Hot (72 kbps) - Absolut Oldie (72 kbps) - Absolut Top 2000er (72 kbps) - AIDAradio (72 kbps) - Ballermann Radio (72 kbps) - Beats Radio (72 kbps) - Brillux Radio (72 kbps) - Nostalgie (72 kbps) - Oldie Antenne (72 kbps) - RTL Radio (72 kbps) - Rock Antenne (72 kbps) - Toggo Radio (72 kbps)                                            | 10          | ND                                        | - Bayern: Amberg (Hirschau), Bamberg (Geisberg), Ingolstadt (Gelbelsee), Kreuzberg/Rhön, Nürnberg, Ochsenkopf, Pfaffenhofen, Regensburg (Hohe Linie), Würzburg (Frankenwarte) - Berlin: Berlin (Alexanderplatz), Berlin (Scholzplatz) - Brandenburg: Casekow, Cottbus, Pritzwalk - Bremen: Bremen (Walle) - Hamburg: Hamburg (Heinrich-Hertz-Turm) - Mecklenburg-Vorpommern: Rostock (Toitenwinkel), Schwerin (Zippendorf-Gr.Dreesch), Züssow - Niedersachsen: Braunschweig (Broitzem), Cuxhaven-Stadt, Göttingen (Bovenden-Osterberg), Hannover (Telemax), Hildesheim (Sibbesse/Griesberg), Lüneburg-Neu Wendhausen, Molbergen-Peheim, Osnabrück (Bramsche-Schleptruper Egge), Visselhövede - Nordrhein-Westfalen: Bielefeld (Hünenburg), Minden (Jakobsberg) - Sachsen: Dresden, Geyer, Leipzig, Löbau/Schafberg, Oschatz, Schöneck - Sachsen-Anhalt: Brocken, Burg, Petersberg, Wittenberg - Schleswig-Holstein: Flensburg, Heide, Kiel (Kronshagen), Lübeck (Stockelsdorf) - Thüringen: Erfurt-Hochheim, Gera, Inselsberg, Jena (Oßmaritz), Kulpenberg, Lobenstein (Sieglitzberg), Weimar (Ettersberg) |
| 6C DAB+ Leipzig               | DAB+ Multiplex der DIVICON Media Holding GmbH - Radio Leipzig 2 (88 kbps) - detektor.fm Wort (80 kbps) - SachsenEinsLeipzig (80 kbps) - Mega 80’s (88 kbps) - egoFM (80 kbps) - SchlagerPlanet (80 kbps) - mephisto 97.6 (80 kbps) - Rockland (88 kbps) - Apollo radio (88 kbps) | 2           | D (330°)                                  | Leipzig |
| 9A MDR Sachsen (D__00209)     | DAB+ Block des MDR: - MDR Sachsen (DD) (80 kbps) - MDR Sachsen (L) (80 kbps) - MDR Sachsen (C) (80 kbps) - MDR Sachsen (BZ) (80 kbps) - MDR Sachsen auf Sorbisch (80 kbps) - MDR Sachsen Extra (48 kbps) - MDR Jump (88 kbps) - MDR Kultur (88 kbps) - MDR Tweens (80 kbps) - MDR Sputnik (88 kbps) - MDR Aktuell (72 kbps) - MDR Klassik (112 kbps) - MDR Schlagerwelt (SN) (88 kbps) - MDR TPEG (16 kbps) - MDR EPG (16 kbps)                                                        | 10          | ND                                        | Chemnitz, Dresden, Freiberg, Geyer, Görlitz, Hoyerswerda, Leipzig, Löbau, Neustadt, Olbernhau, Oschatz, Reichenbach (Netzschkau), Roitzsch, Schöneck, Zittau, Zwickau Ost |
| 10A Region Leipzig (D__00335) | DAB+ Block der Divicon Media: - 90s90s Dance (L) (88 kbps) - Antenne Sachsen (L) (96 kbps) - Energy Sachsen (L) (88 kbps) - Hitradio RTL Sachsen (L) (96 kbps) - Leipzig Beatzz (88 kbps) - MegaRadioMix (88 kbps) - PELI ONE (88 kbps) - R.SA (L) (88 kbps) - Radio Blau (80 kbps) - Radio Holiday (88 kbps) - Radio Leipzig (96 kbps) - Radio PSR (L) (88 kbps) | 10          | ND                                        | Leipzig/Messegrund, Oschatz |
| 12A Sachsen K12A (D__00313)   | DAB+ Block der Media Broadcast: - 89.0 RTL (96 kbps) - detektor.fm Wort (96 kbps) - Femotion (80 kbps) - Jam FM (96 kbps) - Oldie Antenne (80 kbps) - Galaxy Sachsen (80 kbps) - Radio Ostrock (88 kbps) - Radio Teddy (80 kbps) - Rundfunk-Kombinat Sachsen (88 kbps) - Schlager Radio (80 kbps) - SecondRadio (88 kbps) - Star FM Sachsen (88 kbps) | 10          | ND                                        | Chemnitz/Geyer, Dresden-Wachwitz, Leipzig/Messegrund, Löbau/Schafberg, Schöneck (Vogtland) |

Die DVB-T2 HD-Ausstrahlungen aus Leipzig sind in der Regel im Gleichwellenbetrieb (Single Frequency Network) mit anderen Sendestandorten. Ausnahme ist der Multiplex MDR 1 (ARD) auf Kanal 35.
Alle kursiv dargestellten Sender sind verschlüsselt und nur über die DVB-T2 HD-Plattform freenet TV empfangbar.
| Kanal | Frequenz (MHz) | Multiplex                                                | Programme im Multiplex | ERP (kW) | Antennendiagramm rund (ND)/ gerichtet (D) | Polarisation horizontal (H) / vertikal (V) | Modulationsverfahren | FEC | Guardintervall | Bitrate (MBit/s) | Gleichwellennetz (SFN)                                                          |
| ----- | -------------- | -------------------------------------------------------- | --- | -------- | ----------------------------------------- | ------------------------------------------ | -------------------- | --- | -------------- | ---------------- | ------------------------------------------------------------------------------- |
| 35    | 586            | MDR 1 (ARD)                                              | - Das Erste HD - tagesschau24 HD - MDR Sachsen HD - MDR S-Anhalt HD - MDR Thüringen HD - NDR FS NDS HD - rbb Brandenburg HD - SWR BW HD                                                              | 100      | ND                                        | V                                          | 64-QAM               | 3/5 | 19/256         | 23,6             | -                                                                               |
| 24    | 498            | MDR 2 (ARD)                                              | - arte HD - PHOENIX HD - ONE HD - BR Fernsehen HD - hr-fernsehen HD - WDR HD Köln - ARD-alpha HD (Internet) 1) - SWR BW HD (Internet) 1)                                                             | 100      | ND                                        | V                                          | 64-QAM               | 3/5 | 19/256         | 23,6             | Halle-Stadt, Wittenberg, Leipzig/Messegrund                                     |
| 22    | 482            | Substream 0: ZDF (ZDFmobil) Substream 1: MEDIA BROADCAST | Substream 0: - ZDF HD - ZDFinfo HD - zdf_neo HD - 3sat HD - KiKA HD Substream 1: - freenet.TV connect                                                                                                | 100      | ND                                        | V                                          | 64-QAM               | 3/5 | 19/128         | 22               | Halle-Stadt, Chemnitz (Geyer), Chemnitz (Reichenhain), Gera, Leipzig/Messegrund |
| 43    | 650            | MEDIA BROADCAST (RTL Group)                              | - RTL HD - VOX HD - SUPER RTL HD - RTL II HD - n-tv HD - RTL NITRO HD - Tele 5 HD | 50       | ND                                        | V                                          | 64-QAM               | 2/3 | 1/16           | 27,6             | Halle-Stadt, Gera, Leipzig/Messegrund                                           |
| 28    | 530            | MEDIA BROADCAST (ProSiebenSat.1 Media)                   | - SAT.1 HD - ProSieben HD - kabel eins HD - SIXX HD - Pro7 MAXX HD - SAT.1 Gold HD - Sport1 HD | 50       | ND                                        | V                                          | 64-QAM               | 2/3 | 1/16           | 27,6             | Halle-Stadt, Gera, Leipzig/Messegrund                                           |
| 26    | 514            | MEDIA BROADCAST                                          | Substream 0: - Disney Channel HD - N24 HD - DMAX HD - Eurosport 1 HD - nickelodeon HD - test - QVC HD - HSE24 HD - Bibel TV HD Substream 1: - freenet.TV Info - ssu (System Software Update service) | 50       | ND                                        | V                                          | 64-QAM               | 2/3 | 1/16           | 27,6             | Halle-Stadt, Leipzig/Messegrund                                                 |

  1)Für den Empfang von ARD-alpha HD (Internet) und SWR BW HD (Internet) ist ein hbb-TV fähiges Endgerät erforderlich.

## Historisches

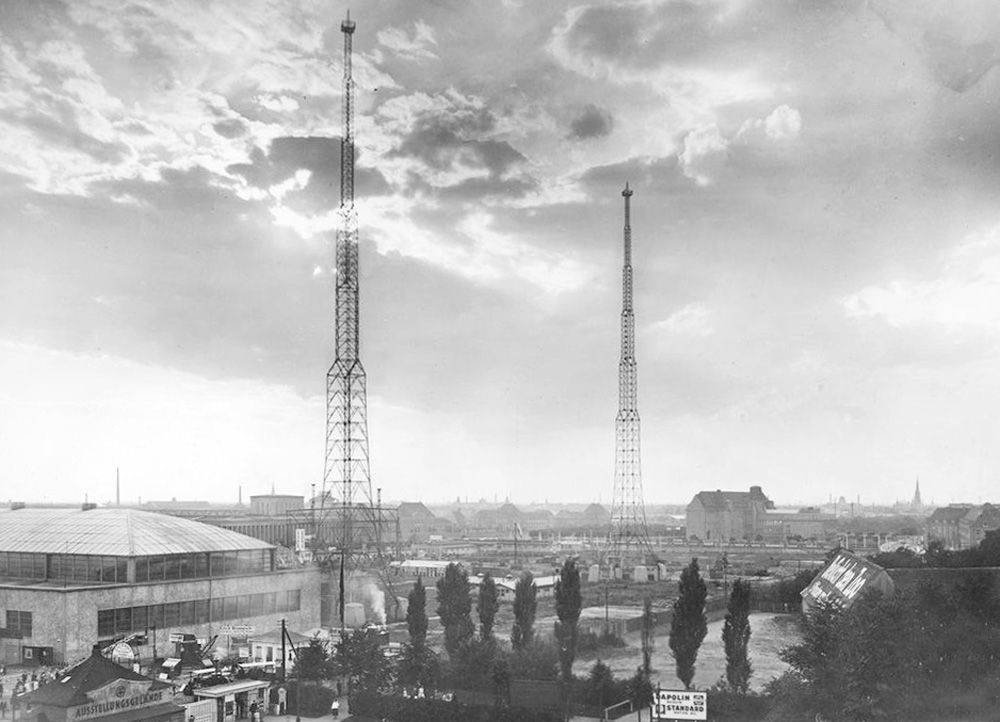
Die Sendemasten auf dem Messegelände 1926

Der Funkturm Leipzig ist nicht die erste Stahlgitterkonstruktion für Sendezwecke in Leipzig. 1926 wurde auf dem Gelände der Technischen Messe für die Mitteldeutsche Rundfunk AG (MIRAG) eine Sendeantennenanlage mit zwei 105 Meter hohen Stahlgittertürmen errichtet, zwischen denen die Antenne aufgespannt war. Mit der Inbetriebnahme des Rundfunksenders Wiederau 1932 wurde die Anlage überflüssig.